# Municipio de Villa de Allende
El municipio de Villa de Allende es uno de los 125 municipios del Estado de México (México), y forma parte del Valle de Quencio. Se trata de una comunidad principalmente rural que tiene una superficie de 309,065 km² y cuya cabecera municipal es la población de San José Villa de Allende. Según el censo del 2010 tiene una población total de 47 709 habitantes.
El nombre Villa de Allende es en honor a Ignacio Allende, héroe de la época de la Independencia de México. 

## Geografía
Se ubica al oeste del estado y limita al norte con San José del Rincón; al sureste Amanalco; de sur a suroeste con Donato Guerra; al este con Villa Victoria; y al oeste con Zitácuaro, Michoacán.

## Demografía
De acuerdo al Censo de Población y Vivienda realizado en 2010 por el Instituto Nacional de Estadística y Geografía, la población del municipio de Villa de Allende es de 47 709 habitantes, de los que 23 413 son hombres y 24 296 son mujeres.

## Patrimonio natural, cultural e histórico
Reserva ecológica federal
- Reserva de la Biosfera "Mariposa Monarca". La riqueza de esta área natural protegida, catalogada como Reserva de la Biosfera el 10 de noviembre del 2000, radica en sus bosques de oyamel, pino, encino y cedro, además de que cuenta con una singular relevancia faunística, teniendo registradas 184 especies de vertebrados, de los cuales cuatro son anfibios, seis reptiles, 118 aves y 56 mamíferos. Se ubica en los municipios de Temascalcingo, San Felipe del Progreso, Donato Guerra y Villa de Allende en el Estado de México y en los municipios de Contepec, Senguio, Angangueo, Ocampo, Zitácuaro y Aporo en el estado de Michoacán.  Además es la zona de migración, invernación y reproducción de la mariposa Monarca, uno de los ejemplares más interesante de su especie por su particular ciclo de vida y por las características de su metabolismo para protegerse contra sus depredadores. Fue reconocida por la Organización de las Naciones Unidas para la Educación, la Ciencia y la Cultura (UNESCO) como un Bien de Patrimonio Mundial Natural, ya que protege sitios clave de hibernación de la mariposa Monarca.[6]

Parque nacional
- Bosencheve; Es un área natural protegida que se ubica en el municipio Villa de Allende, Estado de México y en colindancia con Michoacán; abarca 14,600 ha de superficie y forma parte de la cordillera Neovolcánica Transversal. Esta reserva natural no cuenta con infraestructura turística formal, sin embargo, su atractivo ecológico radica en sus limpias veredas y paisajes inexplorados. Por esta razón, las actividades preferentes son el excursionismo, observación de vida silvestre, campamentos, y la pesca de mojarra y carpa. Otra de sus virtudes consiste en que parte de sus terrenos son santuario de la mariposa monarca.  Bosencheve tiene 2 lagunas formadas por agua de lluvia que albergan a las aves acuáticas migratorias (Laguna verde y Laguna seca). Cuenta también con varios arroyos como El Jaral, Ojo de agua, Pundereje, El Cardaro, Las Peñitas y la Palma.    Entre su fauna destacan la salamandra, varias especies de tlaconetes, lagartijas, ranas, ardillas, tejones, murciélagos, garzas y colibríes, pez blanco y mexcalpique. La vegetación de la zona se integra por bosques mixtos de pino encino, pino, cedros y pastizal natural. Su uso de suelo actualmente es ganadero, agrícola y forestal.  Bosencheve fue decretado como Parque Nacional el 1 de agosto de 1940 para conservar sus bosques, dado el  importante papel de éstos como reguladores hídricos de la zona.[7]

Área de protección de Recursos Naturales
- Área de Protección de Recursos Naturales, Zona Protectora Forestal de los terrenos de las Cuencas de los Ríos Valle de Bravo, Malacatepec, Tilostoc y Temascaltepec.

Atractivos naturales extra
- Sierra San Miguel La Máquina-Miahuatlán
- Lagunas del Carmen

Casas de cultura
- Casa de Cultura Attezi, fecha de fundación 1 de enero de 1995.

Bibliotecas
- David Álvarez Vilchis
- Benito Juárez
- Adolfo López Mateos

Iglesias
- Parroquia de San José Villa de Allende
- Iglesia San Miguel La Máquina
- Templo San Ildefonso

Ferias
- Feria de la Barbacoa. La barbacoa de borrego se ha convertido en toda una tradición para Villa de Allende, por lo que se ha convertido en un municipio referente en la elaboración de este platillo en el sur mexiquense.
- Feria del Tejido Mazahua.

Centros deportivos
- Unidad deportiva de San Miguel

## Artesanía
Tipo de artesanías presente en el municipio: Textiles, tintes naturales y bordados mazahuas, etc.